# Christian Winterberg
Christian Philipp Winterberg (* 2. September 1767 in Mühlhausen; † 9. Juli 1827 in Landau) war ein deutscher Bürgermeister und Politiker.

## Leben
Winterberg war der Sohn von Johann Friedrich Winterberg (* 8. März 1722 in Mühlhausen; † 1. April 1772 ebenda) und dessen Ehefrau Catherine Elisabeth geborene Engelhard (* 15. Juni 1736 in Mühlhausen). Er war evangelisch und heiratete am 29. November 1736 in Mühlhausen Marie Magdalena Christiane Reuter (* 4. Januar 1777 in Landau; † 23. Dezember 1821 ebenda), die Tochter des Wirts Friedrich Christian Reuter und dessen Ehefrau Sophie Friederike geborene Dippel.
Winterberg war Ratsgewandter in Landau und dort von Herbst 1823 bis Herbst 1824 auch Bürgermeister. Als solcher war er vom 19. Januar 1824 bis zum (Spätherbst) 1824 Mitglied des Landstandes des Fürstentums Waldeck.